# Atelier PRO
Atelier PRO is een Nederlands architectenbureau gevestigd aan de Kerkhoflaan in Den Haag. Het bureau is nationaal en internationaal actief op het gebied van architectuur, stedenbouw en interieur. De afkorting PRO staat voor Plan (Plek), Ruimte en Ontwikkeling. 
Het bureau is in 1976 opgericht door Sjoerd Schamhart, samen met Hans van Beek, Cees Nieuwenkamp en Ernst Verheij. Het is voortgekomen uit het eigen bureau van Schamhart, dat ook daarna nog zelfstandig bleef bestaan. In 1990 trad Leon Thier toe tot de directie. Op 1 januari 2003 werd Dorte Kristensen, die sinds 1989 bij PRO werkzaam was, aangesteld als architectonisch leider. Cees Nieuwenkamp en Ernst Verheij gingen in 1997 met pensioen, en in 2007 startte Leon Thier zijn eigen bureau. 
Anno 2025 bestaat de directie uit Dorte Kristensen, Karho Yeung en Paul Vlaar. 

## Werk
Atelier PRO heeft een uitgebreid oeuvre van zeer verschillende gebouwen. Bekende voorbeelden zijn het Meander Medisch Centrum in Amersfoort, dat gerealiseerd werd aan de hand van de principes van de 'healing environment' en Lumion, de eerste Kunskapskolan-school in Nederland.

## Prijzen
In 2018 werd Woonzorgcentrum Scheldehof bekroond als Zorggebouw van het Jaar. In 2021 won The British School of Amsterdam de Geurt Brinkgreve Bokaal, de prijs voor het beste herontwikkelings- en renovatieproject van erfgoed. In 2023 werd het bureau door de internationale architectuurwebsite Architizer genoemd als nummer 7 van 'Best Architecture Firms in The Netherlands'.

## Selectie werken

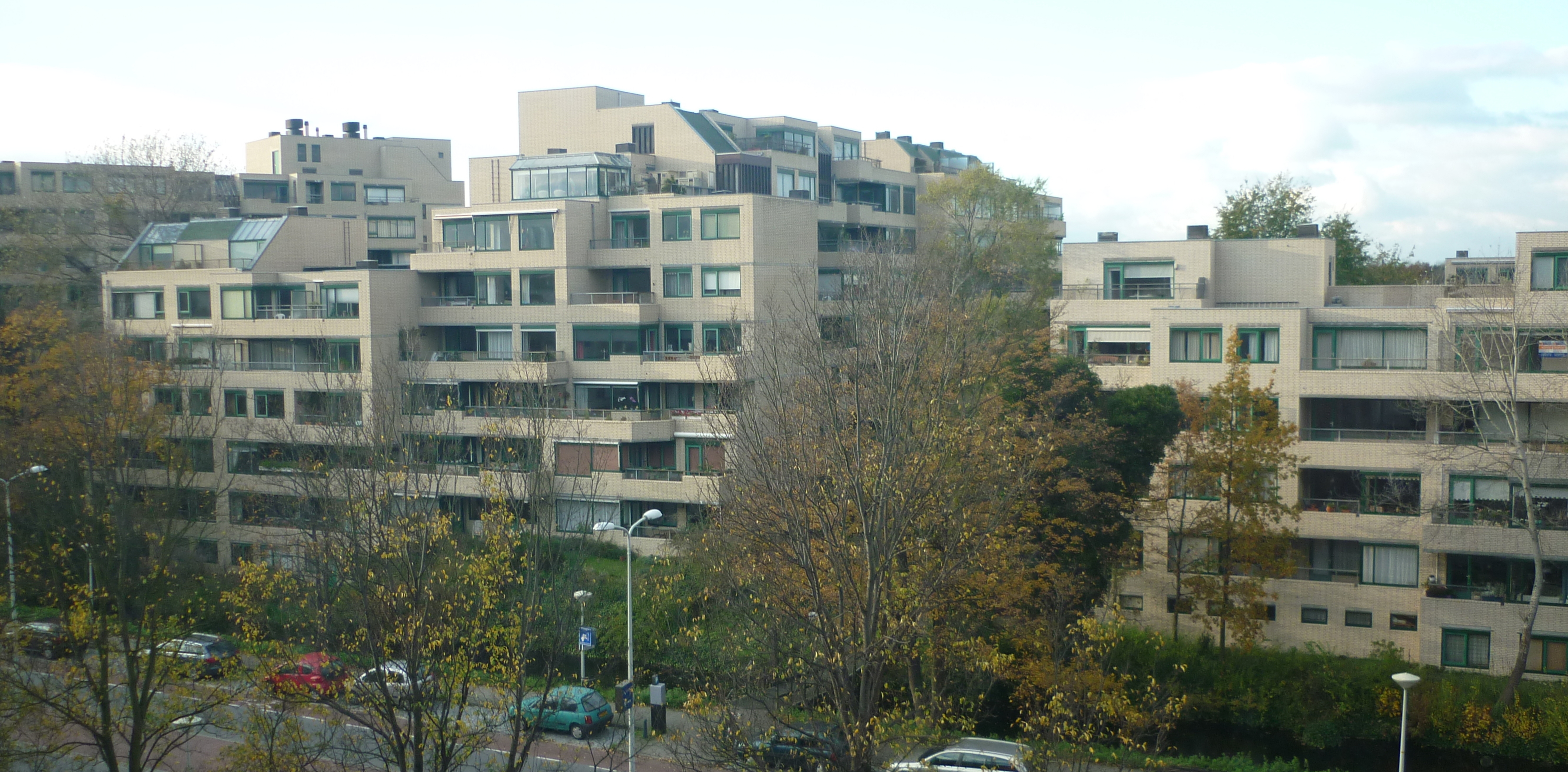
Couperusduin in Den Haag, een ontwerp van Sjoerd Schamhart, in 1976 een van de oprichters van atelier PRO

- Vrijzinnig-Christelijk Lyceum (VCL) in Den Haag (2019)
- Letovo Schoolcampus in Moskou (2018)
- Cultuurhuis De Klinker in Winschoten (2014)
- Meander Medisch Centrum in Amersfoort (2013)
- Concernlocatie Politieacademie in Apeldoorn (2010)
- Ludgerhof in Lichtenvoorde (2005)
- De Meerpaal in Dronten (2004)
- De Haagse Hogeschool  in Den Haag (1996)
- Entrepotbrug (1991) en Watertoren Entrepot-West (1997) in Amsterdam
- Katerstraat in Den Haag (1987)
- Couperusduin in Den Haag (1974)

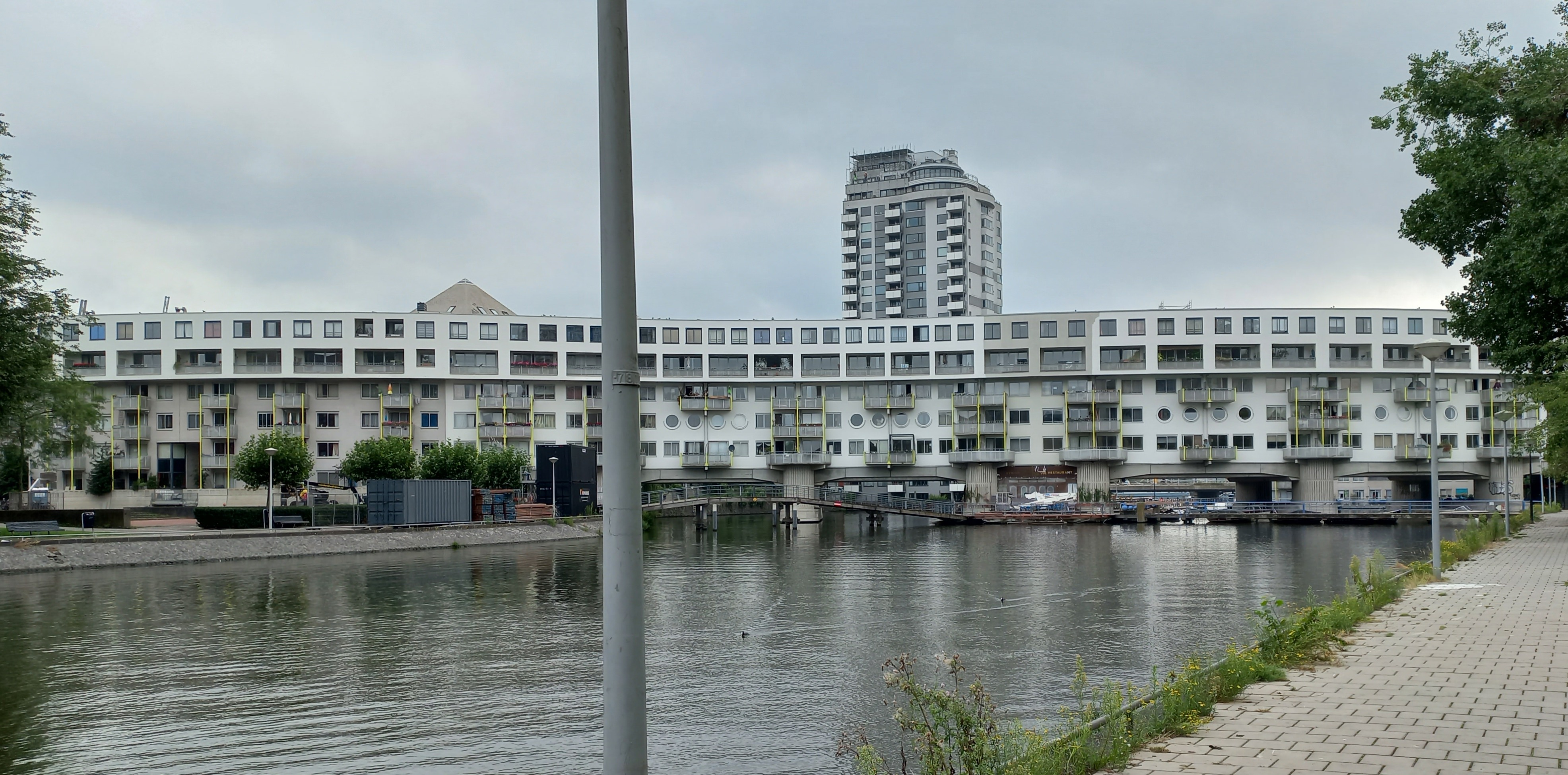
Entrepotbrug en Watertoren Entrepot-West, Amsterdam
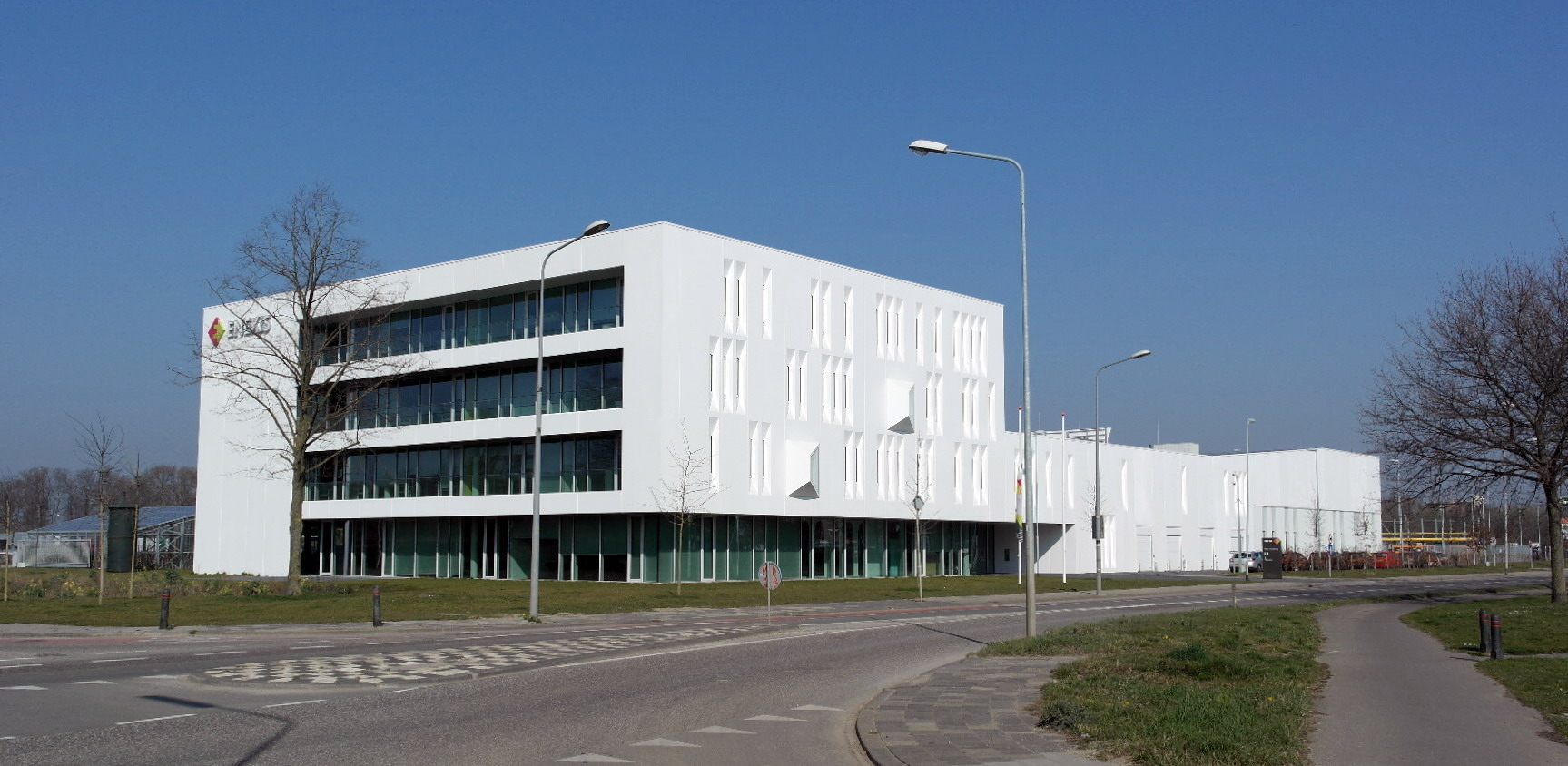
Enexiskantoor, Maastricht
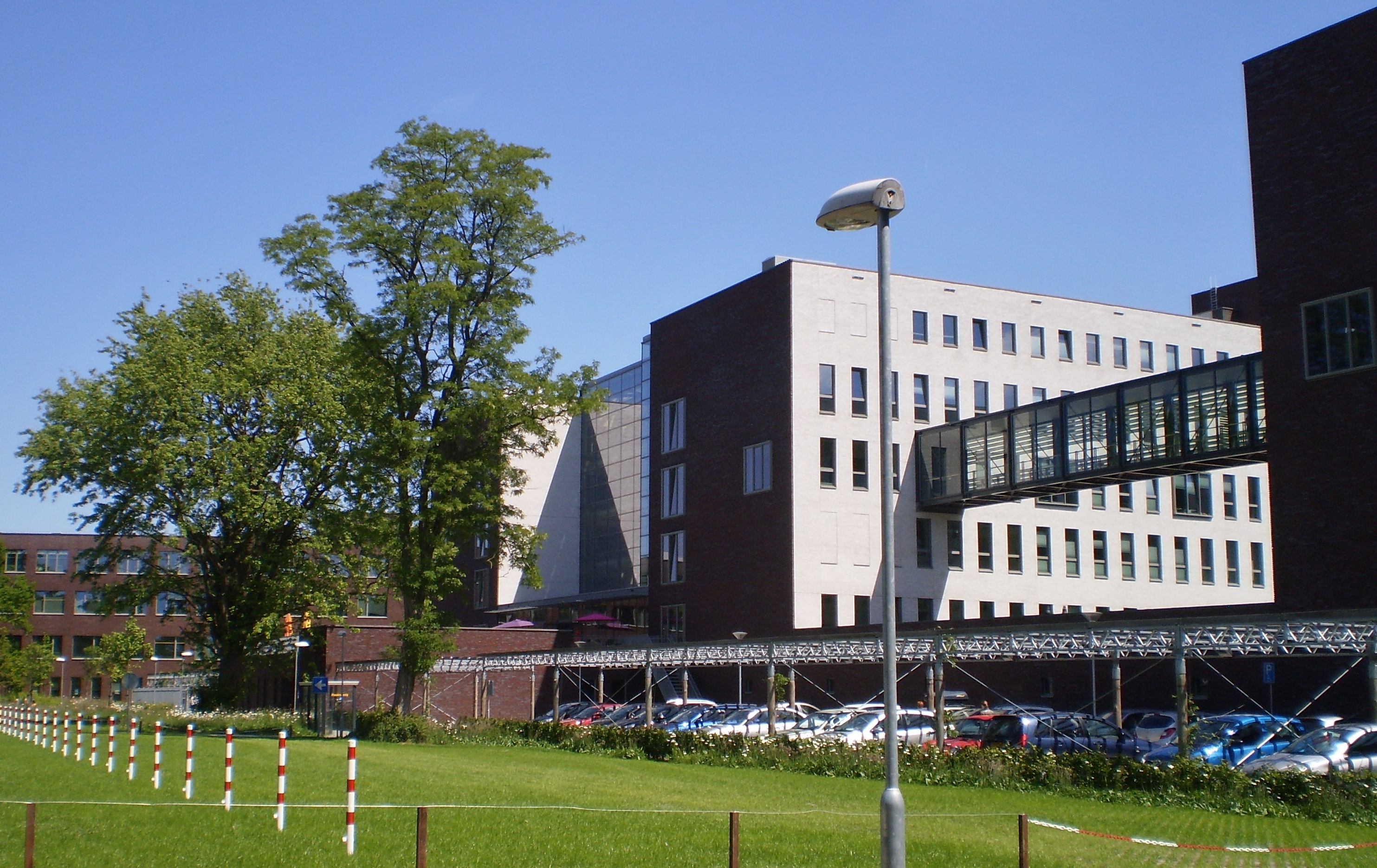
Meander Medisch Centrum, Amersfoort
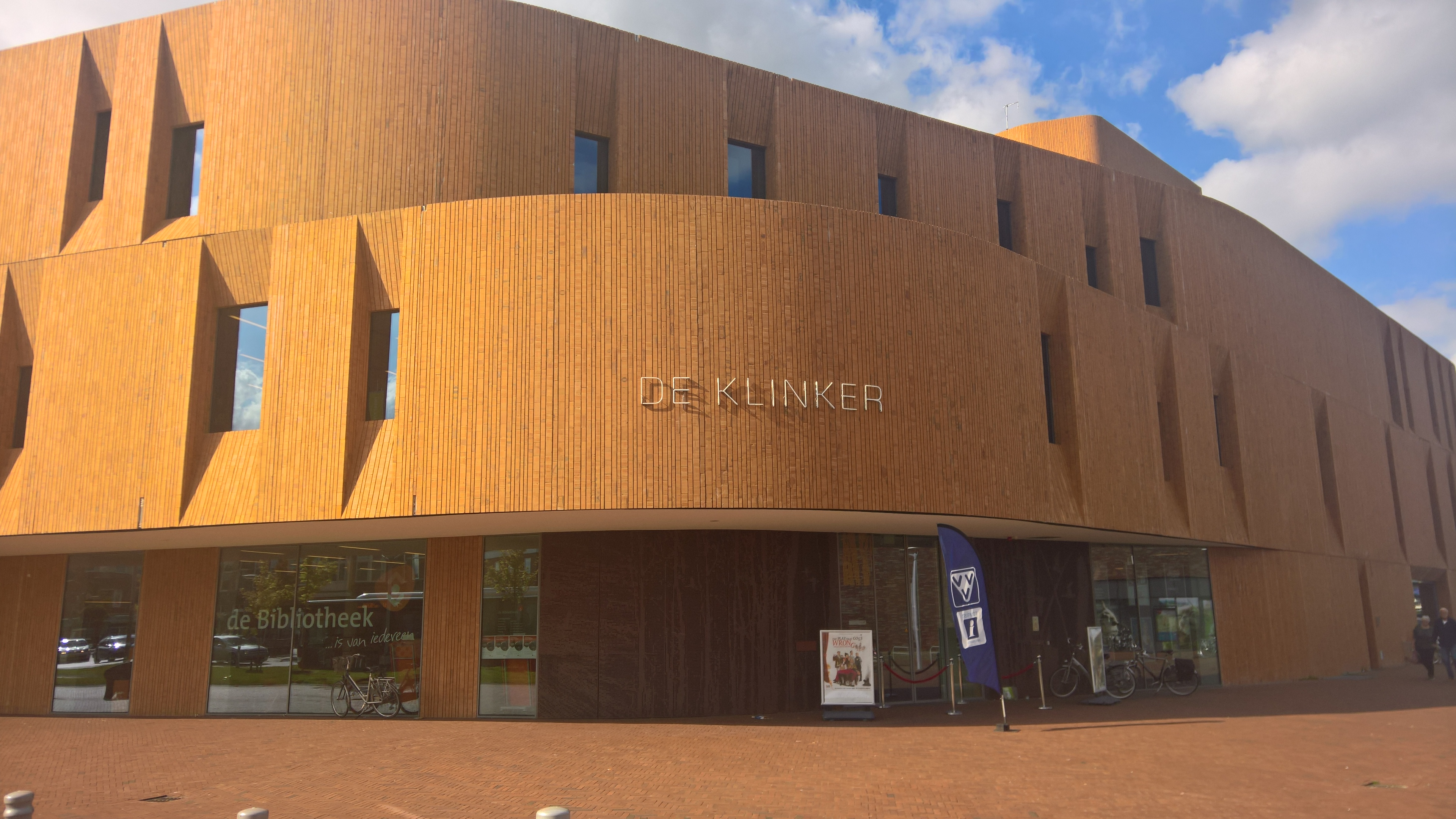
De Klinker, Winschoten